# The Wood Nymph
The Wood Nymph é um filme mudo perdido de 1916, cuja história foi escrita por D. W. Griffith como Granville Warwick, produzido pela sua empresa Fine Arts Film company, dirigido por Paul Powell e distribuído pela Triangle Film Corporation. Este filme é estrelado por Marie Doro.

## Elenco
- Marie Doro - Daphne
- Frank Campeau - David Arnold
- Wilfred Lucas - Fred Arnold
- Charles West - William Jones
- Cora Drew - Mrs. Arnold
- Fred Graham - Pete
- Pearl Elsmore - Hippolyta